# Ligament coraco-acromial
Le ligament coraco-acromial (ou ligament acromio-coracoïdien) est un ligament formant une voûte fibreuse au-dessus de l'articulation gléno-humérale.

## Structure
Le ligament coraco-acromial est un ligament triangulaire situé au-dessus de la tête de l'humérus. Il s'insère sur le bord latéral du processus coracoïde et s'étend jusqu'à l'extrémité antérieure et à la face inférieure de l'acromion.
La clavicule et la surface inférieure du muscle deltoïde sont au-dessus[réf. nécessaire]. Le tendon du muscle supra-épineux est en dessous séparé par une bourse séreuse.
Son bord latéral est continu avec une lame dense qui passe sous le muscle deltoïde et sur les tendons du muscle supra-épineux et infra-épineux.

## Anatomie fonctionnelle
Avec le processus coracoïde et l'acromion, le ligament coraco-acromial forme une voûte protectrice de la tête de l'humérus.

## Aspect clinique
Le ligament coraco-acromial peut empiéter et comprimer la coiffe des rotateurs.
Il peut être endommagé lors d'un traumatisme à l'épaule.
L'attache du ligament coraco-acromial peut être déplacée de l'acromion à l'extrémité de la clavicule lors d'une reconstruction de l'articulation acromio-claviculaire. Cela échoue souvent du fait de sa résistance inférieure à celle du ligament coraco-claviculaire.